# Albergo Luna, camera 34
Albergo Luna, camera 34 è un film del 1946 diretto da Carlo Ludovico Bragaglia.

## Trama
Nell'immediato secondo dopoguerra, una giovane insegnante di canto, rimasta senza casa distrutta dai bombardamenti, viene ospitata in un campo di profughi, insieme alla sua vecchia madre, dopo aver venduto tutti i pochi averi per sopravvivere.
Inizia per lei il calvario della ricerca di un lavoro, ma senza esito. Una sera incontra un losco individuo, il quale la invita nella sua camera in un modesto albergo e la seduce. La mattina dopo la ragazza, prima di allontanarsi, si impossessa del portafogli pieno di banconote dell'uomo. Torna al campo profughi, dove però l'aspetta un nuovo dramma: la morte della madre.
Nei giorni seguenti la va a cercare un giovane compositore, che le sottopone alcune sue canzoni, convincendola a cantarle in pubblico, dove troverà il successo da tempo atteso. Ma un altro drammatico avvenimento l'attende: il ritorno dell'uomo dell'albergo, che rivuole il denaro. La ragazza lo colpisce e crede di averlo ucciso; ma così non è, e l'uomo la perseguita ancora. Dopo altre vicende, in cui la ragazza è aiutata da un gentile orchestrale, giunge il lieto fine: il matrimonio col giovane compositore.

## Produzione
La pellicola è ascrivibile al filone dei melodrammi sentimentali strappalacrime, allora molto in voga tra il pubblico italiano, in seguito ribattezzato dalla critica con il termine neorealismo d'appendice, amalgamato con elementi giallo-polizieschi.

## Accoglienza
La pellicola incassò 39.000.000 di lire dell'epoca.